# Tarquinales
Tarquinales es una localidad española del municipio de San Javier, perteneciente a la comunidad autónoma de la Región de Murcia.

## Historia
Hacia mediados del siglo XIX, el lugar, ya por entonces perteneciente a San Javier, tenía contabilizadas 250 cabezas de familia. Aparece descrito en el decimocuarto volumen del Diccionario geográfico-estadístico-histórico de España y sus posesiones de Ultramar de Pascual Madoz con las siguientes palabras:

TARQUINALES: dip. en la prov. y part. jud. de Murcia (7 leg.), térm. municipal de San Javier. pobl.: en los diferentes cas. de que se compone 250 vec.
(Madoz, 1849, p. 610)

En 2023, la entidad singular de población tenía empadronados 446 habitantes.